# Luis Hernando Mena
Luis Hernando Mena Sepúlveda (Turbo, 20 maggio 1994) è un calciatore colombiano, attaccante svincolato.

## Carriera
Ha giocato nella Liga Postobon con la maglia del Boyacá Chicó.

## Palmarès

### Nazionale
- Campionato sudamericano Under-20: 1

2013